# Франц Веллер
Франц Веллер (нім. Franz Weller; 5 грудня 1901, Берлін — 14 серпня 1994, Кельн) — німецький офіцер, оберст вермахту (1 грудня 1943) і бундесверу. Кавалер Лицарського хреста Залізного хреста з дубовим листям.

## Біографія
В 1922 році вступив в 9-й піхотний полк. В 1939 році — командир 12-ї роти 54-го піхотного полку 18-ї піхотної дивізії. Учасник Польської кампанії. Під час Французької кампанії командував батальйоном свого полку. В жовтні 1940 року полк був переданий 100-й легкій (з липня 1942 року — єгерській) дивізії. З червня 1941 року брав участь у Німецько-радянській війні, відзначився у прориві «лінії Сталіна» в районі Проскурова. Учасник боїв у Сталінграді. Наприкінці 1942 року був тяжко поранений і евакуйований з котла, а його полк був знищений у Сталінграді. В травні 1943 року призначений командиром відновленого 54-го єгерського полку. В серпні 1944 року був тяжко поранений під час боїв у Карпатах. В квітні 1945 року — командир піхотної дивізії «Фрідріх Людвіг Ян», з якою брав участь у боях на захід від Берліна. В травні 1945 року здався союзникам. В 1946 році звільнений. 1 січня 1956 року вступив на службу в бундесвер, був начальником піхотного училища в Гаммельбурзі. 31 березня 1962 року вийшов у відставку.

## Нагороди
- Медаль «За вислугу років у Вермахті» 4-го і 3-го класу (12 років)
- Залізний хрест
  - 2-го класу (22 вересня 1939)
  - 1-го класу (23 травня 1940)
- Штурмовий піхотний знак в сріблі
- Лицарський хрест Залізного хреста з дубовим листям
  - лицарський хрест (4 вересня 1941)
  - дубове листя (№626; 23 жовтня 1944)
- Медаль «За зимову кампанію на Сході 1941/42» (27 серпня 1943)
- Нагрудний знак «За поранення» в сріблі
- Хрест Воєнних заслуг 2-го класу з мечами